# Ташкенсазький сільський округ
Ташкенса́зький сільський округ (каз. Ташкенсаз ауылдық округі, рос. Ташкенсазский сельский округ) — адміністративна одиниця у складі Єнбекшиказахського району Алматинської області Казахстану. Адміністративний центр — село Ташкенсаз.
Населення — 4607 осіб (2021; 3794 у 2009, 3467 у 1999, 3262 у 1989).
Станом на 1989 рік існувала Ташкенсазька сільська рада (села Баяндай, Кульжинське, Ташкенсаз).

## Склад
До складу округу входять такі населені пункти:
| Населений пункт   | Населення, осіб (1989) | Населення, осіб (1999) | Населення, осіб (2009) | Населення, осіб (2021) |
| ----------------- | ---------------------- | ---------------------- | ---------------------- | ---------------------- |
| Баяндай, село     | 695                    | 805                    | 824                    | 1079                   |
| Кульжинське, село | 396                    | 362                    | 396                    | 415                    |
| Ташкенсаз, село   | 2171                   | 2300                   | 2574                   | 3113                   |